# Хюниген
Замок Хюниген (нем. Schloss Hünigen) — замок в коммуне Конольфинген в кантоне Берн в Швейцарии. 
Впервые населенный пункт Хюниген упоминается как особняк уже в XII веке в грамоте папы Евгения III. В 1501 году строение приобрёл Ханс Рудольф  фон Шлахталь, а его внук Николас построил в середине XVI века на его месте замок,
который в 1588 году приобрели бернские аристократы — семейство фон Май. Они владели замком до 1922 года, когда он был приобретён евангелической общиной кантона Берн. С 1996 года замок используется для семинаров, 
банкетов и как отель высочайшего класса.